# Ocean Isle Beach
Ocean Isle Beach è un comune degli Stati Uniti d'America, situato in Carolina del Nord, nella contea di Brunswick.